# Kościół Najświętszego Serca Pana Jezusa w Krakowie (ul. Wzgórze)
Kościół Najświętszego Serca Pana Jezusa – kościół rzymskokatolicki znajdujący się w Krakowie, w dzielnicy VIII Dębniki przy ul. Wzgórze 33, w Pychowicach. Jest świątynią parafialną parafii Najświętszego Serca Pana Jezusa. Posługę pełnią księża salezjanie.

## Historia
Pomysły wybudowania kościoła w Pychowicach pojawiły się po raz pierwszy przed II wojną światową, z powodu znacznego oddalenia miejscowości od ówczesnego kościoła parafialnego św. Józefa w Podgórzu oraz dążeniami lokalnej społeczności do usamodzielnienia się. Wybuch wojny przerwał te starania. Pychowiczanom w warunkach okupacji niemieckiej udało się jednak wybudować niewielką kaplicę wotywną ku czci Najświętszego Serca Jezusowego. Poświęcił ją 8 października 1944 r. ks. biskup katowicki Juliusz Bieniek.
Po wyzwoleniu Krakowa spod okupacji niemieckiej, z inicjatywy ks. Tadeusza Adamskiego do kaplicy dobudowano drewniany barak, w którym zaczęto regularnie odprawiać nabożeństwa. Budowla była raczej prowizoryczna, dlatego już pod koniec lat. 50 podlegała kapitalnemu remontowi jako grożąca zawaleniem. Na fali gomułkowskiej odwilży nowy duszpasterz Pychowic, ks. Stanisław Machaj otrzymał zgodę na odnowienie baraku, którą postanowił wykorzystać jako okazję do przebudowy konstrukcji w pełnoprawny kościół. W 1957 r. rozpoczęto budowę murowanej nawy głównej o długości 40 m, szerokości 8 m i wysokości 13 m. Ks. Machaj nie dostał zgody na budowę spadzistego dachu, który nadawał budynkowi wygląd kościoła. Mimo to, doprowadził jego budowę do skutku bez pozwolenia władz komunistycznych, które w zamian za to zablokowały jego nominację proboszczowską.
Prace nad rozbudową świątyni ukończono w 1962 r. Poświęcenia kościoła dokonał bp Julian Groblicki 23 maja 1962 r. Od 1958 r. istnieje parafia w Pychowicach; od tego momentu rozbudowywana świątynia zyskała status kościoła parafialnego.
Niezwykła historia budowy kościoła w Pychowicach, konstrukcyjne łączącego trzy różne budowle wzniesione w tym samym miejscu, nadaje mu unikalny wygląd wśród krakowskich świątyń. Także zastosowanie drewnianego stropu z odsłoniętą więźbą dachową, które jest rozwiązaniem w Krakowie prawie niespotykanym, podkreśla jego wyjątkowy charakter. Ołtarz główny, w którego w środkowej wnęce umieszczono drewnianą figurę Serca Pana Jezusa, wykonał krakowski rzeźbiarz Antoni Baran. Po bokach ołtarza znajdują się figury aniołów, Matki Boskiej i św. Józefa.
Od 2015 r. trwają prace nad budową nowego kościoła parafialnego w Pychowicach.

## Źródła
- Historia kościoła na witrynie parafii. [dostęp 2023-06-06].